# سرخس حلو
سرخس حلو (الاسم العلمي: Polypodium dulce) هو نوع نباتي يتبع جنس السرخس من فصيلة السرخسية.